# Leoncio Amé Demes
Leoncio Amé Demes (La Romana, 15 de diciembre de 1960) es un abogado y político dominicano.
Fundador de varios movimientos y agrupaciones políticas. Fue cofundador en el año 1996 del Movimiento Ciudadano Destino 51 que apoyó la candidatura Presidencial del Doctor José Francisco Peña Gómez por el PRD, y en el año 2010 fundó el Movimiento Decisión Nacional, estas agrupaciones en su oportunidad constituyeron el apoyo externo y extra-partidario del Partido Revolucionario Dominicano, a nivel regional y en la demarcación de la Provincia de La Romana. En el año 2011 fue designado como Coordinador Municipal del sector Externo del Comando General de Campaña por Hipólito Mejía, expresidente de la República Dominicana, y en ese entonces candidato Presidencial del PRD.
Actualmente es aspirante a legislador de la República Dominicana por la Provincia de La Romana.

## Biografía
Leoncio Amé Demes es hijo de Sidua Amé y Modesta Demes, nació el 15 de diciembre de 1960. Hasta la edad de seis años vivió en la ciudad de La Romana, lugar donde residía y trabajaba su madre como doméstica, mientras su padre trabajaba como brasero en el cultivo y corte de la caña de azúcar en el Batey de Agua Blanca entonces propiedad de Gulf and Western Industries, actualmente Central Romana.
Como consecuencia de las convulsiones y represiones políticas en la República Dominicana en contra de los opositores de los sucesivos regímenes  imperantes tras el derrocamiento del gobierno de Juan Bosch, lo cual finalmente dio lugares al estadillo de la Guerra Civil del 1965, su madre tuvo que abandonar la ciudad donde vivían para huir de la persecución de la Policía Política de la Época que oprimía a la juventud opositora.
Esas circunstancias determinaron que Leoncio iniciara sus estudios primarios en el año 1966 en la escuela del Batey Agua Blanca. A los diez años de edad, en el año 1970, retornó a la ciudad de La Romana donde continuó de manera intermitente sus estudios primarios en la escuela Pública Mercedes Laura Aguiar, donde se integró a las luchas patrocinadas por los diferentes movimientos estudiantiles que interactuaban en los centros de educación pública.
Los estudios secundarios fueron realizados en el Liceo Diversificado Duarte de donde se graduó de bachiller en físicas y matemáticas. Su familia para alejarlo de la política quería que el fuera ingeniero, sin en embargo su pasión política lo inducía hacia las leyes.

## Vida laboral y estudios universitarios
Inició su vida laboral en la siembra, corte y cultivo de la caña de azúcar en los bateyes del Central Romana desde los 7 años de edad. Posteriormente realizó diversas labores como limpiabotas, vendedor de periódicos, y chucherías. Luego trabajó en la industria de la construcción, labor que compartía mientras continuaba sus estudios hasta graduarse de abogado en el año 1991.

### Clubes sociales
De la mano de su madre asistió a clubes sociales que en la época de su mocedad existían en la ciudad de La Romana, como la Sociedad Luz Para Todos y el Centro Mutualista de La Romana. Más adelante en los años 1970 y 1980 fue miembro de la J.C.I. Jaycess Romana, organización esta donde impulsó sus inquietudes diligenciares a través de la realización de diversos cursos y diplomados sobre liderazgo, procedimientos parlamentarios y etiqueta y protocolo.

## Ámbito político

### Fundación del Movimiento Ciudadano Destino 51
En el verano del año 1995, junto con los Doctores Eugenio Cedeño, Miriam Reyes Quiñones, Librado Moreta, Perla Ramos, Braulio Castillo y Cristina Peña, entre otros, fundó el Movimiento Ciudadano “Destino 51”,  Movimiento este, que se destacó por su organización y capacidad de convocatoria, por lo que fue reconocido y oficializado personalmente por el José Francisco Peña Gómez.  Este Movimiento Destino 51, impulsó la candidatura a Diputado de Eugenio Cedeño quien ha sido electo por el Partido Revolucionario Dominicano.

### Movimiento Decisión Nacional
En el 2010, fundó el Movimiento Ciudadano Decisión Nacional, como base para crear un espacio político de expresión de los ciudadanos apartidistas y extra-apartidistas, a lo externo de los partidos políticos tradicionales. Como presidente del Movimiento Ciudadano Decisión Nacional, Leoncio Amé Demes, fue designado por el Candidato presidencial del Partido Revolucionario Dominicano Hipólito Mejía, como Coordinador Municipal del Sector Externo del Comando General de Campaña en fecha 25 de agosto de 2011.

## Propuestas legislativas
El Lanzamiento de su proyecto como aspirante a congresista fue efectuado por diferentes movimientos de apoyo, encabezados por el Movimiento Ciudadano Decisión Nacional, la agrupación política apartidista denominada Alianza de Movimientos con Amé Diputado, donde fue presentado por Julio César Gil Alfau.
Como base a sus aspiraciones Leoncio Amé Demes creó un documento que denominó “Nuestras Primeras Propuestas”, el cual consiste en diez propuestas legislativas de temas relevantes relativos a la mujer, salud, educación, seguridad social, la juventud, las iglesias, seguridad pública, la justicia y la corrupción. 
Esas diez propuestas fueron expuestas en el Lanzamiento de su candidatura el 26 de enero de 2015, fecha en la cual también se conmemora el natalicio de Juan Pablo Duarte, padre de la Patria Dominicana.

## Anteproyecto de Ley de Iglesias Cristianas Evangélicas
En julio de 2015, mediante una carta abierta dirigida al Presidente de la República, a la presidencia del Senado y la Cámara de Diputados, y a los líderes de los diferentes partidos políticos, Leoncio Amé Demes presentó su anteproyecto de Ley de Iglesias Cristianas Evangélicas, en la que propuso el reconocimiento oficial de las labores y funciones de las iglesias cristianas evangélicas, la creación de la Superintendencia de Iglesias Cristianas Evangélicas de la República Dominicana (SICERDOM), y la formalización del Servicio de Capellanes Castrenses Cristianos Evangélicos de las Fuerzas Armadas y la Policía Nacional (SECCCEFP).

## Encuestas
En diferentes encuestas realizadas a principios del año 2015, para medir las preferencias electorales a nivel congresual en la Provincia de La Romana, Leoncio Amé Demes aparece encabezando la preferencia con más un 60%.
En 2015, figura entre los aspirantes que le dan colorido a la campaña electoral, siendo reseñado en un periódico de circulación nacional.

## Vida personal
Mantiene su vida privada bajo perfil, solo se tiene referencia de que es el hijo mayor de una familia de varios hermanos donde sus padres son Sidua Amé y Modesta Demes.